# Radiochimie
Radiochimia este o ramură a chimiei care se ocupă cu studiul radioactivității (atât naturale cât și artificiale) și utilizarea radioizotopilor în studiul proceselor chimice. Radiochimia include activități precum:
1. metode radiochimice de analiză
2. aplicații ale radionuclizilor în discipline din afara ariei chimiei (de exemplu, medicina)
3. chimia (în directă relație cu fizica) radioizotopilor
4. chimia materialelor puternic radioactive
5. metode de marcare izotopică

## Relații cu alte discipline
Radiochimia este strâns legată de chimia nucleară, care se referă la: (a) studiul proprietăților elementelor de la sfârșitul sistemului periodic (pentru care detectarea radiațiilor nucleare este esențială), (b) studiul chimic al proprietăților nucleare (precum structura nucleului atomic, reacțiile nucleare și dezintegrările radioactive, (c) studiul chimic al fenomenelor macroscopice în care sunt implicate procese nucleare (de exemplu, radiocronologia, astrofizica etc.) și (d) aplicarea tehnicilor de analiză bazate pe fenomene nucleare (precum analiza prin activare sau utilizarea trasorilor radioactivi) în studiul problemelor științifice dintr-o varietate de domenii științifice sau tehnice.
Radiochimia și chimia nucleară nu trebuiesc confundate cu chimia radiativă (chimia radiațiilor), domeniu care se ocupă cu studiul efectelor chimice induse de către radiațiile ionizante.

## Aplicații
După descoperirea fenomenului de radioactivitate (1896), aplicațiile practice ale acestuia s-au dezvoltat rapid. Astfel, de mare notorietate este utilizarea fisiunii nucleare în reactori nucleari energetici, respectiv bombe atomice. Alături de aceste aplicații industriale sau militare, studiul radioactivității naturale sau induse (artificiale) și-a găsit aplicații practice în arheologie, biologie, chimie, cosmologie, dozimetria radiațiilor, ecologie, geologie, istorie, fizică, medicină, diferite ramuri industriale etc. Din păcate, testele și accidentele nucleare au indus publicului larg frica de radioactivitate (radiofobie), atât în absența cunoștințelor solide de radioprotecție, cât și din cauza dificultății de a stăpâni total complexitatea fenomenologică și tehnologică asociată fisiunii și fuziunii nucleare.
În prezent, în majoritatea statelor lumii există un control strict asupra producerii, deținerii și utilizării substanțelor radioactive (surse de radiații) și a generatorilor de radiații. România este parte a convențiilor internaționale referitoare la utilizarea pașnică a surselor de radiații, neproliferarea armamentului nuclear, monitorizarea dozimetrică a personalului expus profesional, eliberarea surselor de radiații în mediul înconjurător etc.

## Istoric
Radioactivitatea naturală a fost descoperită în 1896 de Henri Becquerel, pe când studia luminescența unor săruri ale uraniului.
În 1898, soții Marie și Pierre Curie au descoperit poloniul și radiul, două elemente cu radioactivitate mult superioară celei a uraniului.
James Chadwick confirmă în 1932 existența neutronilor.
Radioactivitatea artificială a fost descoperită de soții Irène și Frédéric Joliot-Curie în 1934.
Legile generale ale dezintegrărilor radioactive au fost elaborate de către Ernest Rutherford și Frederick Soddy în 1903.
Rezultatele bombardării uraniului cu neutroni s-au dovedit a fi interesante și enigmatice. Studiate prima dată de Enrico Fermi și colegii lui în 1934, rezultatele experimentale au fost interpretate corect abia după câțiva ani. În 1939, Otto Hahn și Fritz Strassmann publică în Naturwissenschaften o lucrare care a demonstrat că bariul apare în urma bombardării uraniului cu neutroni, demonstrând astfel fisiunea nucleară.
Enrico Fermi și Leó Szilárd, ambii de la Universitatea din Chicago, au construit un reactor nuclear operabil în regim controlat (1942). Primul reactor nuclear din SUA a fost utilizat pentru a produce plutoniu pentru arma nucleară. În 1945, SUA au folosit bomba nucleară asupra orașelor japoneze Hiroshima și Nagasaki, evenimente care au dus la capitularea Japoniei în cel de-al doilea Război Mondial. Alți reactori au fost folosite în propulsia navală (submarine, nave militare). În prezent, circa 20% din necesar de energie mondială este asigurat de către reactori de fisiune comerciali.